# Adele Zay
Adèle Zay (29 février 1848-29 décembre 1928) est une enseignante, féministe et pédagogue transylvanienne. Sa famille fait partie de la communauté germanophone du Royaume de Hongrie. En raison de la mort de son père pendant son enfance, l'éducation de Zay est interrompue par des périodes où elle enseigne pour gagner de l'argent afin de poursuivre des études privées et formelles. En 1880, après des études à l'étranger à Vienne et à Gotha, elle obtient son certificat d'enseignement primaire pour l'Allemagne et la Hongrie. L'année suivante, elle est certifiée enseignante du secondaire, devenant ainsi la première femme de Transylvanie à avoir fait des études supérieures. De 1875 à 1884, elle enseigne à l'Institut Irma Keméndy (en) à Szeged.
Après presque une décennie à Szeged, Zay accepte un poste dans une école normale nouvellement créée pour former les enseignants de maternelle à Kronstadt (Brassó). Bien qu'il soit apparemment un enseignant, Zay est dès le début la force créatrice derrière le développement de l'école et conçoit le programme. Elle dirige l'école de 1884 à 1927, devenant sa directrice officielle en 1922. Simultanément à son déménagement à Kronstadt, Zay rejoint l'Association générale des femmes de l'Église évangélique de Transylvanie et devient l'une des leaders de la défense des droits des femmes. Elle milite avec succès pour que les enseignants de maternelle et d'artisanat soient reconnus comme des éducateurs et aient droit à une pension. Elle fait pression pour que la profession d'enseignant soit ouverte aux femmes, ce qui est réalisé en 1901, et pour qu'une école normale pour femmes soit créée, ce qui a lieu en 1903.
Zay écrit des livres sur la théorie de l'éducation des enfants qui sont distribués dans toute la Hongrie et l'Allemagne et utilisés comme textes de formation jusqu'à la Seconde Guerre mondiale. Ayant noué des contacts au cours de ses études à l’étranger avec des féministes internationales, Zay fait pression pour que les femmes obtiennent le droit de vote. En 1918, sa campagne permet aux femmes d’obtenir le droit de vote aux élections religieuses. Elle fonde en 1920 la Freie Sächsische Frauenbund (Ligue des femmes saxonnes libres), une organisation-cadre destinée à aider les femmes à revendiquer leurs droits sociopolitiques dans le Royaume de Roumanie, sous la juridiction duquel la Transylvanie est tombée après la fin de la Première Guerre mondiale. Dans les années 1920, elle est députée et membre du comité de district du Conseil populaire du pays de la Bârsa. Elle reste active dans les mouvements éducatifs et politiques jusqu'à sa mort en 1928.

## Jeunesse

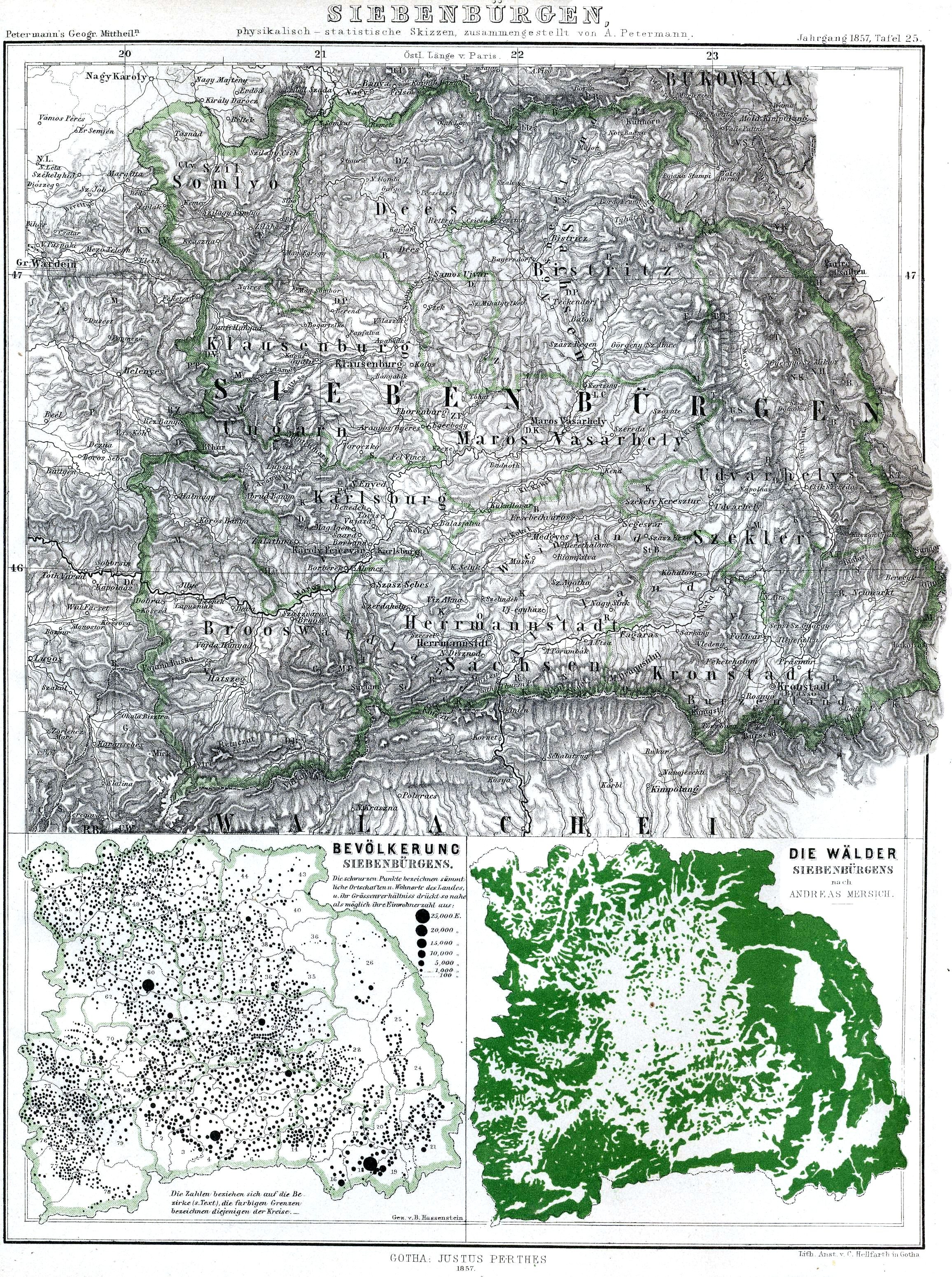
Principauté de Transylvanie au XIXe siècle.

Adèle Zay est née le jour bissextile 1848 à Hermannstadt, dans la grande-principauté de Transylvanie, Empire d'Autriche (aujourd'hui Sibiu, Roumanie) de Rosa (née Graef) et Daniel Adolf Zay. Sa famille est transylvanienne-saxonne, faisant partie de la population ethniquement allemande et luthérienne qui a invitée par le roi hongrois à s'installer en Transylvanie à partir du XIIe siècle. Les communautés allemandes dans lesquelles ils vivent conservent leur autonomie politique du XIIe au dernier quart du XIXe siècle. Elle est la quatrième fille de la famille et a un frère cadet, Gustav Adolf Zay (hu), qui deviendra avocat et parlementaire hongrois,. Son père est juge à la Haute Cour du tribunal régional, mais il décède peu de temps après la naissance d'Adolf en 1850. Il laisse à sa femme seulement une petite pension, insuffisante pour l'éducation de ses enfants. Zay, qui aspire à devenir enseignante, fréquente l'école protestante pour filles et complète son éducation par des cours particuliers de langues et de sciences naturelles.

## Carrière

### Début de carrière (1865–1884)
À l'âge de 17 ans, Zay commence à donner des cours particuliers et, trois ans plus tard, enseigne le français et l'allemand au Mädchenerziehungsanstalt von Philippine Barreaud (Institut éducatif pour filles Philippine Barreaud) à Hermannstadt. Lorsque l'école ferme en 1873, elle déménage dans le quartier de Cotroceni à Bucarest et enseigne à l'Institut de formation des filles et des enseignants de l'asile Hélène (Mädchenerziehungs- und Lehrerinnenbildungsanstalt Asyl Helene), où l'une de ses sœurs aînées est employée comme enseignante. L'asile d'Hélène est un orphelinat fondé en 1862 par Elena Cuza, princesse consort des principautés unies de Moldavie et de Valachie,. Il est plus tard exploité sous le patronage de la reine Élisabeth de Wied,. Zay enseigne l'allemand, la géographie et l'histoire.

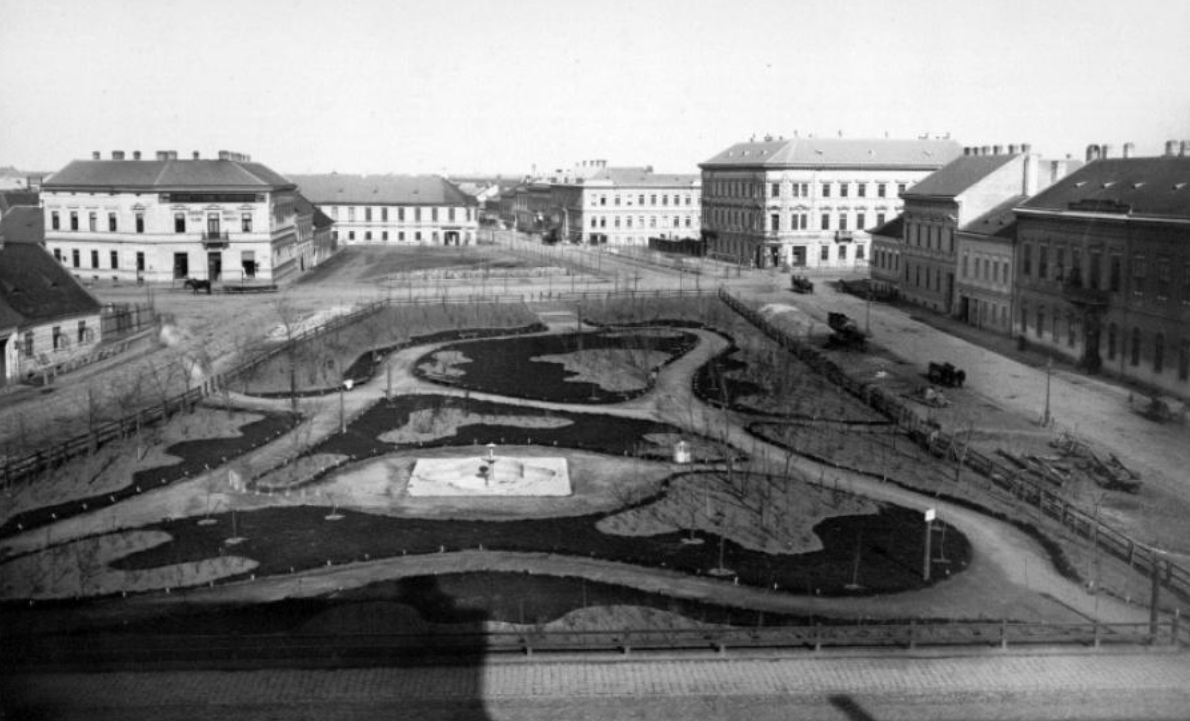
Place Dugonics, Szeged, Hongrie, vers 1883-1885 (le bâtiment en haut à gauche de la place avec un cheval devant est l'Institut d'Irma Keméndy)

En 1875, désireuse de parfaire ses études, Zay se rend à Vienne et suit un séminaire de formation auprès de Friedrich Dittes, réformateur scolaire et défenseur de la méthode Fröbel. Elle suit également des cours particuliers à Gotha avec August Köhler, un partisan des principes de Fröbel qui lui a enseigné la pédagogie,. En décembre, Zay obtient un nouveau poste, celui d'enseignante d'anglais et d'allemand, de géographie et de mathématiques à l'Institut d'Irma Keméndy à Szeged. Tout en enseignant, Zay continue ses propres études à l'école normale de l'Institut Keméndy. En 1880, elle réussit l'examen pour enseigner dans les écoles primaires publiques allemandes et hongroises. L'année suivante, elle réussit un examen supplémentaire à l'École normale publique de Budapest pour enseigner le français et l'anglais, devenant ainsi la première enseignante transylvanienne-saxonne certifiée pour enseigner dans l'enseignement secondaire. Elle continue à enseigner et à travailler comme administratrice à l'Institut Keméndy jusqu'en 1884, lorsque le presbyterium de l'Église évangélique de la confession d'Augsbourg l'invite à enseigner dans leur école normale nouvellement créée pour la formation des enseignants de maternelle.

### Kronstadt (1884–1917)
Après près d'une décennie à Szeged, Zay accepte le poste au Kindergärtnerinnenbildungsanstalt von der Evangelischen Landeskirche-AB (KBA-AB) (École normale d'enseignants de l'Église évangélique de la confession d'Augsbourg) et déménage à Kronstadt (Brașov). Bien que nommée professeure de classe sous la direction du directeur, Zay est dès le début la force motrice et le leader créatif de l'institution. En tant que seule femme diplômée de l'enseignement supérieur, elle est chargée de créer le programme, qui comprend des cours de théorie pédagogique et de maternelle, de langues allemande et hongroise, de géographie, d'histoire et un stage pratique,. Ayant été exposée au mouvement des femmes lors de ses études en Allemagne au cours de la décennie précédente, Zay rejoint l'Association générale des femmes de l'Église évangélique de Transylvanie lors de sa fondation en 1884 et devient l'une des leaders de la pression pour les droits des femmes. En 1888, elle présente une conférence intitulée Die Frau als Lehrerin (La femme comme enseignante), dans laquelle elle soutient que l'égalité des droits doit être appliquée dans les écoles de filles gérées par l'Église évangélique de Transylvanie. Elle souligne qu'en 1887, une proposition visant à embaucher des femmes enseignantes a été rejetée au motif que l'Église aurait dû ouvrir et gérer une école normale pour les former,.

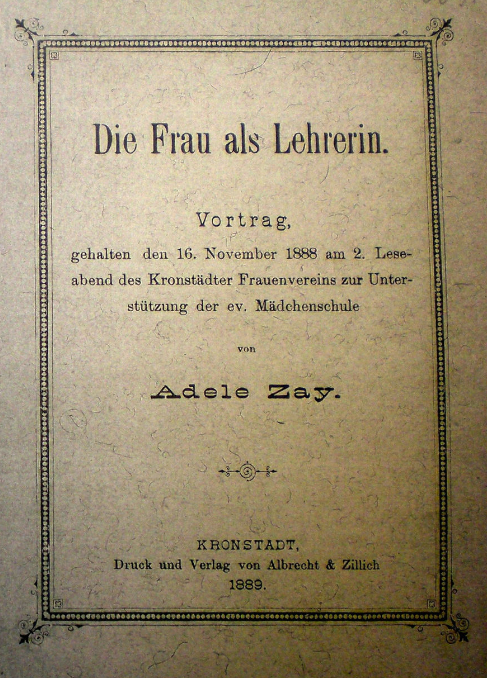
La femme en tant que professeur, 1889

Lors de l'Exposition nationale de 1889 pour l'éducation des enfants à Budapest, Zay est honorée d'une citation pour son travail tandis que les cours qu'elle a enseignés à l'école remportent le prix d'or. Cette même année, le programme d'études KBA-AB est approuvé par la Couronne hongroise et, en 1891, son travail et les changements dans les exigences gouvernementales ont transformé l'éducation préscolaire en Hongrie. En 1892, l'école est officiellement accréditée par l'État et deux ans plus tard, Zay conçoit un cours de formation continue de trois mois pour préparer les gardiens des enfants ruraux, pendant que leurs parents sont occupés à planter et à récolter. Le travail social réalisé par ces gardiens, qui se concentre sur l’enseignement aux enfants de leur langue maternelle et de leurs coutumes, permet de construire des ponts entre les familles rurales et les villes où vivent les gardiens. En 1894 également, elle fait appel avec succès aux autorités ecclésiastiques, faisant valoir que les enseignants de maternelle et d'artisanat, qui enseignent des compétences techniques et aident à préserver l'art populaire mais ne sont pas considérés comme des éducateurs, devraient avoir droit à une pension de retraite.
En 1896, Zay publie Theorie und Praxis der Kleinkindererziehung (Théorie et pratique de l'éducation des jeunes enfants), un manuel qui exprime l'importance de l'école maternelle dans le développement social des enfants. Elle demande aux enseignants de permettre aux enfants d'apprendre à partir d'activités supervisées et d'observations, notant que jouer les uns avec les autres stimule leur développement en tant que membres de leur communauté,. Révisé et réédité sous le titre Theorie und Praxis des Kindergartens (Théorie et pratique de l'école maternelle) en 1916, le livre est largement utilisé en Allemagne pour former les enseignants jusqu'à l'avènement de la Seconde Guerre mondiale. En 1898, Zay publie un deuxième livre, Hilfsbüchlein zur Heranbildung von Leiterinnen von Sommerbewahranstalten (Livret d'aide pour la formation continue des femmes dirigeantes des refuges d'été), donnant des conseils pratiques aux enseignants pour organiser des activités estivales afin que les enfants poursuivent leur socialisation. Une deuxième édition est publiée en 1918.
Après de nombreuses pétitions auprès des autorités, Zay réussit finalement en 1901 à ouvrir la profession d'enseignant aux femmes. Un nouveau succès est remporté lorsque la première école normale de Transylvanie pour femmes ouvrit en 1903 à Schäßburg (Sighișoara). Après avoir utilisé ses étés pour parfaire sa propre éducation en Angleterre, en France et en Allemagne, Zay prend contact avec des féministes internationales, comme Minna Cauer et Jeanette Schwerin (en). Elle commence à militer pour des changements dans les lois sur le travail des enfants, appelle à la suppression de la rhétorique nationale dans les publications et les discours, et défend la cause de l'égalité, y compris le suffrage des femmes,.

### Fin de carrière (1918-1928)
Au lendemain de la Première Guerre mondiale et de la guerre entre la Hongrie et la Roumanie, le Royaume de Roumanie acquiert sa juridiction sur la Transylvanie,. En 1918, les femmes obtiennent le droit de vote aux élections religieuses, et en 1920, Zay fonde la Freie Sächsische Frauenbund (Ligue des femmes saxonnes libres [c'est-à-dire germanophones]). L'organisation faîtière vise à unir les groupes de femmes d'origine ethnique allemande pour une action sociopolitique au sein de l'État roumain,. Par l'intermédiaire de ce groupe, elle continue à faire pression en faveur de l'éducation des femmes, en demandant l'accès à l'enseignement technique secondaire pour les filles et en introduisant des cours d'éducation et de garde d'enfants dans les lycées de filles. Elle dirige l'organisation faîtière jusqu'en 1925, date à laquelle elle est remplacée par Lotte Binder (en),.
Élue députée en 1920, Zay est également membre du Comité de district du Conseil populaire du pays de la Bârsa. Elle est officiellement nommée directrice du KBA-AB en 1922, poste qu'elle occupe jusqu'à sa retraite en 1927. Au cours de ses 43 années de mandat, elle réussit à diplômer plus de 830 étudiants. En 1924, Zay met en œuvre des changements pour intégrer les nouvelles politiques culturelles exigées par l'État roumain, et l'année suivante, elle est élue présidente de la Ligue des femmes. Pour son 80e anniversaire en 1928, la ligue organise une collecte de fonds nationale, collectant plus de 250 000 leu roumains pour établir la Fondation Adele Zay pour la préservation des jardins d'enfants saxons,.

## Mort et héritage

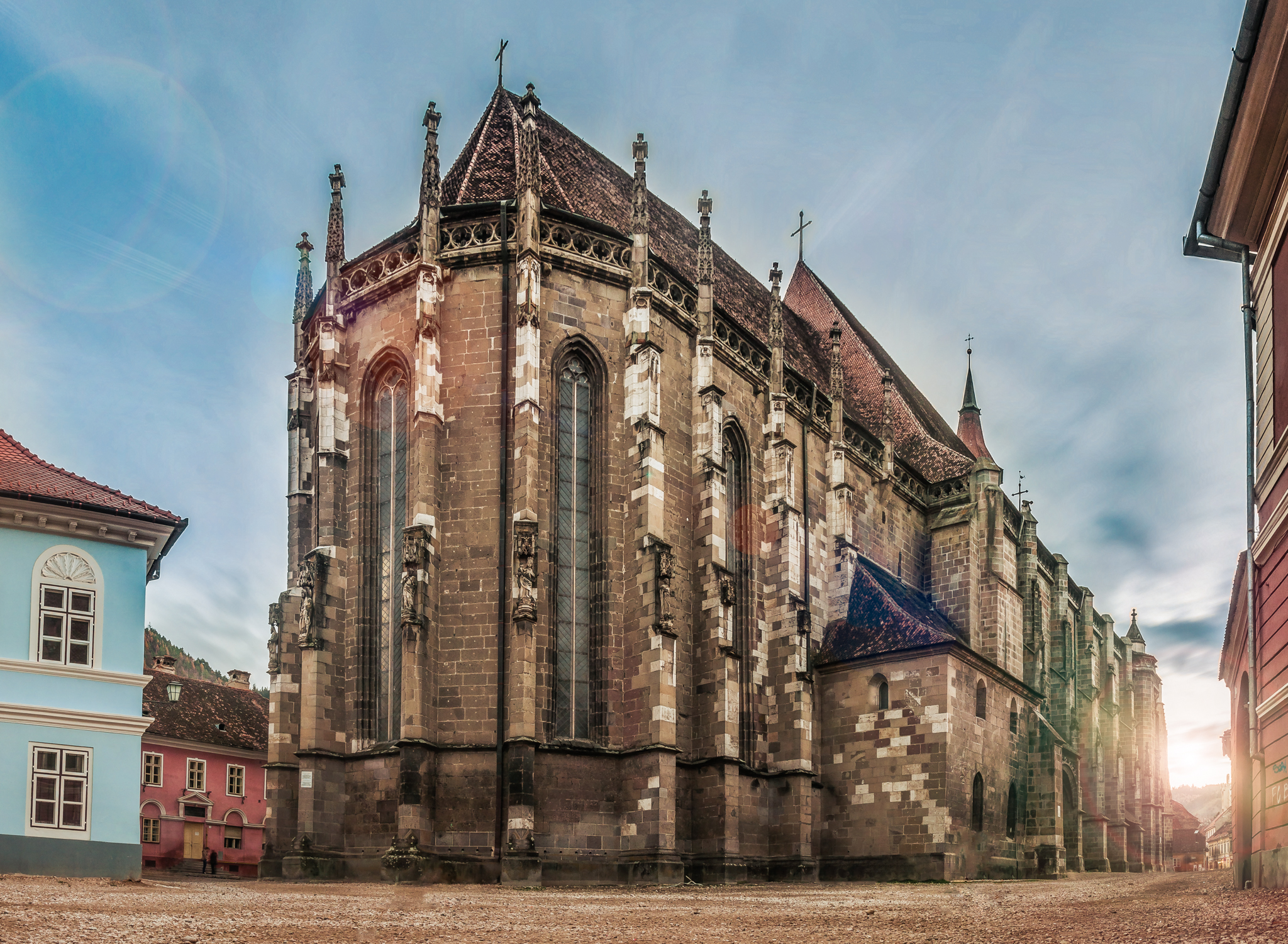
Biserica Neagra (Église noire), Brasov, Roumanie

Zay meurt le 29 décembre 1928 à Kronstadt, des suites d'une courte maladie provoquée par une crise cardiaque. Elle est la première femme à être enterrée dans l'église noire de la ville, avant d'être enterrée selon ses souhaits au cimetière de la ville d'Hermannstadt,. On se souvient d'elle pour ses contributions à la professionnalisation de l'enseignement, pour la création de jardins d'enfants en Transylvanie basés sur les principes de Fröbel et pour ses efforts en faveur de l'autonomisation des femmes.
En 1929, la KBA-AB est rebaptisée École Adèle Zay, mais est dissoute par le gouvernement roumain en 1949. La Ligue des femmes saxonnes libres, fondée par Zay, est rebaptisée Fédération germano-saxonne des femmes en 1930. À Drabenderhöhe, Allemagne, une association de bienfaisance qui porte son nom est fondée en 1962. L'association crée la Haus Siebenbürgen, Alten- und Pflegeheim (Maison de Transylvanie, maison de retraite et centre de traitement) en 1966 pour prendre soin des personnes âgées de Transylvanie, en érigeant un buste et une plaque en l'honneur de Zay dans le hall. L'association crée également un jardin d'enfants en 1992 et un deuxième jardin d'enfants en 1995, tous deux administrés par la ville de Wiehl,.

### Citations
1. 1 2 3 4 5 6 7 8  Schiel 2018, p. 562.
2. ↑  Campbell 2008.
3. 1 2 3 4 5 6 7 8 9 10 11 12 13 14 15 16 17 18 19 20 21 22 23 24  Berger 2019.
4. 1 2  Guist 2007, p. 34.
5. ↑  Baynes et Smith 1878, p. 414.
6. ↑  Harsanyi 1996, p. 498–499.
7. ↑  Harsanyi 1996, p. 499.
8. ↑  Wittstod 1927.
9. 1 2 3 4 5  Schiel 2011, p. 11.
10. ↑  Zay 1889, p. 25–27.
11. ↑  Zell 1981, p. 2.
12. 1 2 3 4 5 6  Guist 2007, p. 35.
13. ↑  Clark 2015, p. 18.
14. ↑  Cook et Stevenson 2005, p. 297.
15. ↑  Schiel 2018, p. 389.
16. ↑  Ittu 2013, p. 165.
17. ↑  Davis 2007, p. 108.
18. ↑  Zell 1981, p. 1.
19. 1 2  Schiel 2011, p. 12.
20. ↑  Berger et Herrmann 2019.
21. ↑  Franchy 2010.
22. ↑  Franchy 2012.

## Recherches complémentaires
- (de) Emil Neugeboren, Adele Zay: Lebensbild einer deutschen Frau, Hermannstadt, Romania, Selbstverlag des Frauenvereins, 1939 (OCLC 249576773)